# Кусочинське сільське поселення
Кусочи́нське сільське поселення (рос. Кусочинское сельское поселение) — сільське поселення у складі Могойтуйського району Забайкальського краю Росії.
Адміністративний центр та єдиний населений пункт — село Кусоча.

## Населення
Населення сільського поселення становить 890 осіб (2019; 1069 у 2010, 1174 у 2002).